# Gmina Sępólno Krajeńskie
Gmina Sępólno Krajeńskie là một gmina thành thị-nông thôn (quận hành chính) ở huyện Sępólno, Kuyavian-Pomeranian Voivodeship, ở khu vực phía bắc của miền trung Ba Lan. Khu vực hành chính của nó trong khu vực Krajna lịch sử là thị trấn Sępólno Krajeńskie, nằm khoảng 49 kilômét (30 mi) về phía tây bắc của Bydgoszcz.
Gmina có diện tích 229,18 kilômét vuông (88,5 dặm vuông Anh) người và tính đến năm 2006, tổng dân số của nó là 15.907 người (trong đó dân số của Sępólno Krajeńskie lên tới 9.258, và dân số của vùng nông thôn của gmina là 6.649).
Gmina chứa một phần của khu vực được bảo vệ gọi là Công viên cảnh quan Krajna.

## Làng
Ngoài thị trấn Sępólno Krajenskie, Gmina Sępólno Krajenskie bao gồm các làng và các khu định cư như Chmielniki, Dziechowo, Grochowiec, Iłowo, Jazdrowo, Kawle, Komierówko, Komierowo, Lutówko, Lutowo, Niechorz, Piaseczno, Radońsk, Sikorz, Skarpa, Świdwie, Teklanowo, Trzciany, Wałdówko, Wałdowo, Wilkowo, Wiśniewa, Wiśniewka, Włościborek, Włościbórz, Wysoka Krajeńska, Zalesie và Zboże.

## Gminas lân cận
Gmina Sępólno Krajeńskie giáp với các gmina khác như Debrzno, Gostycyn, Kamień Krajeński, Kęsowo, Lipka, Sośno và Więcbork.